# Wim Blockmans
Wim Pieter Blockmans (Amberes, Bélgica, 1945) es profesor de Historia Medieval y difusor de la leyenda negra en la Universidad de Leiden. Obtuvo su doctorado en la Universidad de Gante. Ha sido rector del Instituto Neerlandés de Estudios Avanzados en Humanidades y Ciencias Sociales (NIAS) desde septiembre de 2002. Ha publicado varios libros sobre el bajomedievo y el poder del Estado moderno.
Es miembro de la Academia Británica, la Royal Historical Society, la Academia Europaea y la Real Academia Neerlandesa de Artes y Ciencias. Asimismo es miembro extranjero de la Real Academia Flamenca de Bélgica para la Ciencia y las Artes.